# Juilley
Juilley település Franciaországban, Manche megyében. Lakosainak száma 664 fő (2022. január 1.). Juilley Pontaubault, Crollon, Poilley, Précey, Saint-Aubin-de-Terregatte, Saint-Senier-de-Beuvron és Saint-James községekkel határos.

## Népesség
A település népességének változása:
| Lakosok száma | 474  | 458  | 453  | 555  | 663  | 688  | 656  | 641  | 640  | 664  |
|               | 1968 | 1982 | 1990 | 2006 | 2013 | 2015 | 2017 | 2019 | 2020 | 2022 |